# Qiao Xiaoguang
Qiao Xiaoguang (chiń. 乔晓光; ur. 1918, zm. 2003) – ambasador Chińskiej Republiki Ludowej w Pjongjangu (Koreańska Republika Ludowo-Demokratyczna). Pełnił tę funkcję w okresie od kwietnia 1956 do lipca 1961 roku.